# 皮爾龐特 (紐約州)
皮爾龐特（英語：Pierrepont）是一個位於美國紐約州聖羅倫斯縣的鎮。

## 人口
根據2020年美國人口普查的數據，皮爾龐特的面積為157.26平方千米，當中陸地面積為156.00平方千米，而水域面積為1.26平方千米。當地共有人口2523人，而人口密度為每平方千米16人。